# Metropolitan Borough of Finsbury

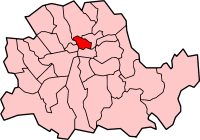
Lage von Finsbury im früheren County of London

Der Metropolitan Borough of Finsbury war ein Bezirk im Ballungsraum der britischen Hauptstadt London mit dem Status eines Metropolitan Borough. Er existierte von 1900 bis 1965 und lag im Norden der ehemaligen Grafschaft County of London.

## Geschichte
Finsbury entstand aus mehreren zuvor eigenständigen Gebieten in der Grafschaft Middlesex. Es waren dies die Civil Parishes Clerkenwell und St Luke’s, das gemeindefreie Gebiet Charterhouse sowie ein Teil des Holborn District. Letzterer war eine Verwaltungsgemeinschaft mehrerer kleiner Civil parishes, von denen Glasshouse Yard und St Sepulchre zu Finsbury kamen. Alle Gemeinden gehörten ab 1855 zum Einzugsgebiet des Zweckverbandes Metropolitan Board of Works. 1889 gelangten sie zum neuen County of London, elf Jahre später wurden sie zu einem Metropolitan Borough zusammengefasst.
Bei der Gründung von Greater London im Jahr 1965 entstand aus der Fusion der Metropolitan Boroughs Finsbury und Islington der London Borough of Islington.

## Statistik
Die Fläche betrug 586 Acres (2,37 km²). Die Volkszählungen ergaben folgende Einwohnerzahlen:
Frühere Gebiete zusammengefasst:
| Jahr      | 1801   | 1811   | 1821   | 1831    | 1841    | 1851    | 1861    | 1871    | 1881    | 1891    |
| Einwohner | 55.515 | 68.811 | 86.223 | 100.521 | 112.938 | 125.360 | 129.031 | 124.766 | 119.382 | 111.225 |

Metropolitan Borough:
| Jahr      | 1901    | 1911   | 1921   | 1931   | 1951   | 1961   |
| Einwohner | 101.463 | 87.923 | 75.995 | 69.888 | 35.370 | 32.887 |